# I form för livet
I form för livet (fi. Kunnossa kaiken ikää) är ett finländskt riksomfattande statligt motionsprojekt.
I form för livets syfte är att genom hundratals regionala projekt få personer över fyrtio år att röra på sig.